# 澤井由實
澤井由實（日语：沢井由実，1968年—），日本的蘿莉塔模特兒。她自出道伊始便一直跟攝影師清岡純子合作，以此推出寫真集。

## 經歷
1981年7月，年僅13歲的她以澤井由實的名義，於清岡純子的作品集《白薔薇園》當中首次亮相。
1982年2月，清岡的《聖少女》系列推出了第5作《海風少女》（潮風の少女），當中她以「花咲MAYU」（花咲まゆ）的名義登場。這部轟動一時的寫真集經由京都市的富士藝術出版社出版。
1982年9月，《我「MAYU」13歲》（私は「まゆ」13歳）這部寫真集同樣成為了搶手貨。
她的人氣使之成為了清岡作品当中最具代表性的模特兒。在《小蕃茄》（プチトマト）系列的眾多美少女模特兒當中，她也是較受歡迎的一位。清岡在其後評價她為「最令人留下深刻印象的模特兒」。清岡的居所和事務所還特意以她的寫真作裝飾，清岡對此表示：「雖然我一直都在拍少女的照片，但目前為止還是拍不出比這更好的傑作」。
青山正明對之評論道：「天真無邪的表情與迷人的身材，兩者兼備」。在1980年代，少女裸體模特兒的身材多以苗條著稱（比如織繪可南子、諏訪野紗織、山添みづき便是這類），故像她和田中美央般的豐滿少女模特兒只屬少數。

### 寫真集
- 清岡純子.  初版. 栃木県鹿沼市: 株式会社大塚カラー現像所. 1981-07-25.　※以澤井由實的名義
- 清岡純子; 山口洋子. . 聖少女 PART V 初版. 京都市: フジアート出版. 1982-02-19. ISBN 978-4-82890291-3.
- 清岡純子.  初版. 京都市: フジアート出版. 1982-09-20. ISBN 978-4-82890292-0.

### 影片
- 清岡純子(監督).  (VHS). たんぽぽの花. 1987.

## 書刊
- 斉田石也. . 劇画コマンドー1月号増刊・Sweet Lowteen. No. 11 (黒田出版興文社). 1997-01-01.
- 青山正明. . 宝島30. Vol. 2 no. 9 (宝島社). 1994-09-08.